# Spersboda
Spersboda är en småort i Riala socken i Norrtälje kommun, Stockholms län. 